# Les Amours de Mars et de Vénus

Les Amours de Mars et de Vénus (en anglais : The Loves of Mars and Venus) est un ballet de John Weaver. Dans la mesure où c'est sans doute le premier spectacle à raconter une histoire uniquement à travers la danse, la musique et la gestuelle, il est considéré comme le premier ballet moderne. Sa première représentation a lieu au Théâtre de Drury Lane de Londres le samedi 2 mars 1717.

## Contexte
Si le ballet existe avant 1717, c'est toujours lors d'un opéra ou d'une pièce de théâtre, la danse racontant l'histoire de ces spectacles. Les Amours de Mars et de Vénus est un drame dansé, au même titre que les pièces représentées à Londres, décrit en son temps comme un « divertissement dramatique de la danse », « le premier de ce genre produit sur la scène britannique ou dans le royaume ». Seuls danse et mime racontent l'histoire – comme à l'époque romaine de la pantomime –, ce qui inspire les futurs ballets.

## Argument
Le ballet de Weaver raconte une romance entre Vénus, déesse romaine de l'amour, et Mars, dieu romain de la guerre, et de la vengeance exercée par Vulcain, mari de Vénus. L'argument s'inspire à la fois des sources antiques et de la pièce de Pierre-Antoine Motteux Les Amours de Mars et de Vénus, publiée en 1695. Ce ballet, tout en s'inspirant de la pantomime antique, que Weaver apprécie, s'inscrit dans son époque et recherche la sophistication, comme les comédies de son temps.
Les Amours de Mars et de Vénus se compose de six scènes de danse et de mime. La durée est estimée à quarante minutes. Mars apparaît avec ses soldats et exécute une danse guerrière. Vénus est représentée entourée des Grâces et s'expose dans une passacaille sensuelle, mais quand Vulcain arrive, elle se querelle avec lui dans une danse « du genre pantomime ». Vulcain se retire dans sa forge pour se venger, avec l'aide de ses ouvriers les Cyclopes. Mars et Vénus se rencontrent et, avec leurs disciples, exécutent des danses exprimant l'amour et le désir. Vulcain achève son plan de vengeance contre les amants. Dans la scène finale, Vulcain et les Cyclopes attrapent Mars et Vénus ensemble et les exposent à la dérision des autres dieux. Cependant, Neptune intervient et rétablit la paix, dans une « grand danse » finale.

## Spectacle
Aux premières représentations des Amours de Mars et de Vénus, Mars, Vénus et Vulcain sont respectivement dansés par Louis Dupré, Hester Santlow et John Weaver lui-même. Dupré, danseur virtuose français, n'est pas le « grand Dupré » de l'Opéra de Paris. Hester Santlow est une danseuse et actrice anglaise, décrite comme « incomparable » par un contemporain. Weaver a les compétences d'un danseur comique, et maîtrise la gestuelle comique. Les danseurs de Drury Lane incarnent les suites de Mars et de Vénus, et les comédiens de la compagnie tiennent les rôles des Cyclopes.

## Accueil critique
Les Amours de Mars et de Vénus rencontre le succès. Ce ballet est représenté sept fois en une saisons et continue de l'être, au Drudy Lane Theatre, jusqu'en 1724. Colley Cibber, acteur et gérant anglais, dramaturge et poète, écrit à ce sujet : « Donner donc à la danse une amélioration ; et pour en faire quelque chose de plus qu'un mouvement sans signification, la fable de Mars et de Vénus, fut formée en une présentation de danses de caractère, dans laquelle les passions étaient si joyeusement exprimées, et toute l'histoire si intelligiblement racontée, sans dire un mot. Narration du geste seulement, que même les spectateurs pensants lui permettaient un divertissement à la fois agréable et rationnel ». John Rich parodie ce spectacle. Ce ballet joue un certain rôle dans l'histoire de l'art. Marie Sallé, qui expérimente plus tard la danse narrative, assiste probablement à la représentation. Sallé influence le chorégraphe Jean-Georges Noverre lorsqu'il est venu créer ses ballets d'action. Ainsi, ces danses représentent une transition vers un genre dansé narratif, le ballet anglais devenant réputé au XXe siècle.

## Spectacle du300eanniversaire
La Weaver Dance Company, plus récemment The Weaver Ensemble, se fonde en 2016, pour construire un spectacle des Amours de Mars et de Vénus à l'occasion du 300e anniversaire de cette œuvre. La musique étant perdue, un   pasticcio est reconstitué avec la musique de la scène londonienne du l'époque, avec des œuvres de Jean-Baptiste Lully (1632-1687), Jacques Paisible (c. 1656-1721), Henry Purcell (1659-1695), Gottfried Finger (c. 1660-1730 ), John Eccles (1668-1735), Jeremiah Clarke (c. 1674-1704) et William Croft (1678-1727), en se guidant avec le texte de Weaver.
Le scénario de John Weaver est employé pour reconstituer les gestes et les danses théâtrales en notation Beauchamp-Feuillet au début du XVIIIe siècle comme fondement d'une nouvelle chorégraphie. The Weaver Dance Company présente The Loves of Mars and Venus exactement 300 ans jour pour jour après la première représentation, au Fitzwilliam College Auditorium à Cambridge le 2 mars 2017. D'autres représentations suivent en Angleterre.